# Estação Zona Industrial

A Estação Zona Industrial é parte do Metro do Porto.